# Ružić (priimek)
Ružić  je priimek več znanih oseb:
- Branko Ružić (1919—1997), hrvaški kipar
- Draga Ružić (1835—1905), srbska gledališka igralka
- Dimitrije Ružić (1841—1912), srbski igralec in režiser